# Preview
Preview — програма для перегляду зображень та інших графічних документів у Mac OS X. Входить до стандартної поставки операційної системи Apple. Основне призначення програми — перегляд на екрані комп'ютера графічних файлів та файлів формату Portable Document Format (PDF). Крім перегляду файлів, ця програма може імпортувати зображення зі сканера та цифрового фотоапарата, виконувати їх корекцію та конвертувати зображення в інші формати.

## Типи файлів, що підтримуються
За допомогою програми можна переглядати файли таких типів::
- TIFF — файли Tagged Image Format,
- JPEG — файли Joint Photographic Experts Group,
- PNG — файли Portable Network Graphics,
- PDF — файли Portable Document Format,
- icns — файли піктограм macOS,
- ico — файли значків Microsoft Windows,
- 3FR — файли необроблених даних зображення Hasselblad,
- AI — файли векторних зображень Adobe Illustrator,
- BMP — файли растрових зображень Microsoft,
- CR3 — файли RAW цифрових фотоапаратів Canon EOS,
- DAE — файли обміну між 3D додатками,
- DGT — файли DST Thumbnail,
- DNG — файли Digital Negative Image,
- DOCX — файли Microsoft Word Document,
- DOTX — файли Microsoft Word Template,
- EPS (EPSF) — файли Encapsulated PostScript Format,
- EXR — файли OpenEXR Image,
- FAX — файли Now Contact Fax Template,
- FFF — файли Hasselblad RAW Image,
- FPX — файли FlashPix Bitmap Image,
- GIF — файли Graphics Interchange Format,
- HDR — файли зображень High Dynamic Range,
- HEIF (HEIC) — файли High Efficiency Image Format,
- JFI — файли JPEG File Interchange Image,
- JP2 — файли Joint Photographic Experts Group 2000,
- KDI — файли KD Player Skin Image,
- KEY — файли Software License Key,
- LPDF — файли Localized PDF,
- PICT (PIC, PCT) — файли Macintosh PICT,
- POP — файли Popcon,
- PPTX (PPT) — файл Microsoft PowerPoint Presentation,
- PSD — файли Adobe Photoshop,
- QTIF — файли зображень QuickTime,
- RAD — файли Reality Adlib Tracker Module,
- RAW — файли Raw Image Data,
- S2MV — файли StarCraft 2 Map Preview,
- SGI — файли Silicon Graphics Image,
- SPIFF — файли Still Picture Interchange File Format,
- STL — файли Stereolithography,
- TGA — файли Truevision TGA,
- THM — файли Generic Thumbnail Image,
- WWF — файли модифікованого формату PDF від WWF Німеччини,
- XBM — файли X BitMap.

Починаючи з версії macOS Ventura більше немає підтримки перегляду файлів PostScript (.ps) та Encapsulated PostScript (.eps) у програмі «Перегляд». Але вони як і раніше доступні для друку під час перетягування у вікно черги принтера[1].
Раніше в Mac OS X Panther "Перегляд" міг відтворювати анімовані GIF зображення при додаванні кнопки відтворення[2], але з версії Mac OS X Tiger він втратив таку можливість і тепер GIF відображаються як окремі кадри в бічній панелі "Мініатюри".

## Можливості

### Імпорт та експорт
При виборі функції «Експортувати…» у спливаючому меню «Формат» є можливість вибрати деякі параметри файлу, що зберігається: назва, теги, місцезнаходження, формат і якість. Також програма відобразить розмір файлу, що експортується.
У параметрі Формат на вибір запропоновано спрощений список форматів (HEIC, JPEG, JPEG-2000, OpenEXR, PDF, PNG і TIFF). При утриманні клавіші ⌥ Option та натискання на параметр «формат» відкривається меню з повним списком форматів (GIF, HEIC, ICNS, JPEG, JPEG-2000, KTX, Microsoft BMP, Microsoft Icon, OpenEXR, PBM/PGM/PPM, PDF, Photoshop, PNG, PostScript.

### Редагування зображень
- Обрізка, зміна розміру чи поворот зображення;
- Перетворення файлів зображень;
- Вилучення зображення або видалення фону;
- Додавання позначок до зображень;
- Перегляд зображення на іншому пристрої;
- Застосування колірного профілю до зображення.

### Робота з PDF-файлами
- Заповнення та підписування форм;
- Виділення та копіювання тексту у файлі;
- Виділення, підкреслення та закреслення тексту;
- Додавання приміток та «хмар» у файл;
- Додавання позначок до файлів;
- Об'єднання документів;
- Додавання, видалення та переміщення сторінок;
- Обрізання чи поворот файлу;
- Додавання ефектів у файл.

### Зміна налаштувань

#### Загальні
- Вікно фону: Зміна фону вікна програми.

#### Зображення
- При відкритті файлів: Визначення способу відкриття файлів: "Відкривати всі файли в одному вікні", "Відкривати групи файлів у тому ж вікні", "Відкривати кожен файл у новому вікні";
- Визначити масштаб 100%.

#### PDF
- Визначити масштаб 100%;
- При відкритті документів: Відкриття документів на останній сторінці або на першій;
- При першому відкритті: Спосіб відображення документів: "Безперервне прокручування", "Одна сторінка" або "Дві сторінки";
- Під час перегляду документів: Увімкнення відображення нумерації сторінок римськими цифрами;
- Позначки: Додавання вказаного імені до позначок у документі.